# Campo di concentramento di Coltano
Il campo di concentramento di Coltano, allestito al termine del secondo conflitto mondiale dagli Alleati nell'omonima frazione del comune di Pisa, fu utilizzato, tra luglio e settembre del 1945, come centro di detenzione per prigionieri di guerra fascisti dell'ex Repubblica Sociale Italiana, militari germanici e collaborazionisti dell'esercito tedesco di altre nazionalità.

## Il campo statunitense di Coltano

L'interno del Campo di Coltano

Il primo campo per prigionieri di guerra organizzato dagli Alleati in Toscana fu il campo di Scandicci. In seguito fu creato un nuovo campo nella tenuta di Coltano composto in realtà da tre campi. Il PWE 336 (418.000 metri quadrati) era destinato ai prigionieri di guerra tedeschi, il PWE 337 (382.000 metri quadrati) ai soli italiani e il PWE 338 (423.000 metri quadrati) ai tedeschi e ai collaborazionisti stranieri, principalmente sovietici.

## Il PWE 337
Alla 92ª Divisione «Buffalo» della V armata USA fu affidata, tra il maggio e il settembre 1945, la gestione del campo in cui furono rinchiusi circa 32.000 ex militari della RSI. Il 25 luglio 1945 tutti i prigionieri italiani concentrati nei vari PWE in Toscana erano già stati fatti affluire nel PWE 337, più conosciuto come "campo di Coltano". La sua esistenza fu taciuta all'opinione pubblica fino a metà settembre del 1945, dopo che gli Americani il 30 agosto avevano trasferito alle autorità italiane la giurisdizione su quel campo di prigionia. 
Esistono diversi libri dedicati al campo di Coltano scritti da ex internati. Il tenente di vascello Benvenuto Rago (qualifica di Udo reggimentale, Ufficiale di Orientamento Fascista) ha tenuto un diario, inedito e incompleto, dal 23 aprile al 3 maggio 1945. Nel 1949 Mariano dal Dosso ha scritto Quelli di Coltano. Pietro Ciabattini, ex membro delle SS italiane ha scritto Coltano 1945. Un campo di concentramento dimenticato con prefazione di Franco Bandini.
Tra gli internati ci furono alcune persone note già all'epoca o che lo diventarono successivamente in vari ambiti: gli attori Giorgio Albertazzi, Mario Carotenuto, Tino Carraro, Walter Chiari, Dario Fo, Enrico Maria Salerno, Ugo Tognazzi e Raimondo Vianello, gli scrittori Marco Ramperti e Giose Rimanelli, l'olimpionico Giuseppe Dordoni, i giornalisti Enrico Ameri, Mauro De Mauro e Vito Mussolini, nipote del duce, già direttore de Il Popolo d'Italia, l'orientalista Pio Filippani Ronconi, il matematico Giovanni Prodi, i politici Vincenzo Costa e Ezio Maria Gray, il deputato Mirko Tremaglia e il senatore Giuseppe Turini, che furono entrambi parlamentari del Popolo della Libertà (componente AN) e l'ex-segretario del PNF prof. Aldo Vidussoni. Parlando dei militari prigionieri del PWE 337, Ciabattini scrive: "Fra i prigionieri più noti c'erano i generali D'Alba, Farina, Agosti, Frigerio, Bonomi, Adami Rossi, Gambara, Carloni e Canevari".
Della prigionia di Ezra Pound a Coltano, rinchiuso per 15 giorni in una gabbia di filo spinato senza protezione dal sole o dalla pioggia e privo di servizi, illuminato da potenti riflettori di notte, riferisce il maggiore Edoardo Sala. In un secondo tempo, Pound fu trasferito nel campo di punizione PWE 335 e, nel successivo novembre, negli Stati Uniti. Ma, secondo altri, il poeta statunitense non fu recluso a Coltano, bensì in un campo per militari statunitensi a Metato, fra Pisa e Viareggio..

## Commemorazioni e polemiche
Periodicamente nel terreno su cui sorgeva il campo si svolgono commemorazioni da parte di associazioni memorialistiche della RSI, che in alcuni casi hanno suscitato polemica per via dell'accostamento tra il campo di prigionia di Coltano con i campi di sterminio nazisti. A tale proposito il professor Michele Battini, docente di storia contemporanea all'Università di Pisa e membro del comitato scientifico nazionale degli Istituti storici della Resistenza, afferma che paragonare il campo di Coltano a un lager «non può che suonare come un'offesa a chi ha patito le atrocità dei veri lager nazisti e fascisti presenti anche in Italia». In merito alle condizioni di vita dei reclusi lo stesso Battini afferma che «le autorità alleate ebbero in realtà un atteggiamento estremamente benevolo nei confronti dei prigionieri».